# Mischocyttarus prominulus
Mischocyttarus prominulus är en getingart som beskrevs av Richards 1941. Mischocyttarus prominulus ingår i släktet Mischocyttarus och familjen getingar. Inga underarter finns listade i Catalogue of Life.